# Kroda
Kroda (ukrainska: Крода) är ett ukrainskt högerextremt (ibland kallat nazistiskt) pagan metalband från Dnipro som grundades 2003 av de två medlemmarna Eisenslav (sång, bas, trummor) och Viterzgir (gitarr, keyboard, sopilka, bakgrundssång). Gruppen klassificeras vanligen som Black metal, men deras repertoar innehåller även inslag av folkmusik.
I februari 2005 kom deras första album Cry to Me, River... på det ryska nynazistiska skivbolaget Stellar Winter Records (vars logotyp innehåller ett hakkors) och på det ukrainska Rarog Production. I april samma år gav de ut en split tillsammans med det ryska bandet Opritj: Legend (And Poppyflowers are Blossoming), och i juli kom deras andra album: Towards the Firmaments Verge of Life....
Bandet har bland annat spelat på den nazistiska vit makt-festivalen Asgardsreifestivalen i Kiev.

## Diskografi

### Studioalbum
- Поплач мені, річко... (2004)
- До небокраю життя... (2005)
- Похорон сонця (Fimbulvinter) (2007)
- Fünf Jahre Kulturkampf (2009)
- Schwarzpfad (2011)
- GinnungaGap GinnungaGaldr GinnungaKaos (2015)